# La porta d'oro
La porta d'oro (Hold Back the Dawn) è un film del 1941 diretto da Mitchell Leisen.

## Trama
Georges Iscovescu, ballerino e gigolò, vorrebbe emigrare negli USA come tanti altri europei in fuga dalla guerra. Anziché passare da New York dove teme di essere ricordato per un passato scandalo che ha coinvolto una donna americana, si presenta alla frontiera messicana ma qui scopre che con il meccanismo delle quote lui, in quanto di origine rumena, potrebbe attendere dai 5 agli 8 anni per ottenere il visto. Costretto a stabilirsi nella cittadina messicana di confine, trascorre vari mesi, alloggiato all'Hotel Esperanza insieme a tanti altri in attesa di un visto. La festa del 4 luglio, mentre si aggira per la città ormai privo di speranze, incontra in un bar Anita Dixon, la sua partner di un tempo. Lei, cinica e senza scrupoli quanto lui, gli indica la strada per entrare: sposare una cittadina americana.
Georges si mette subito all'opera e incontra Emmy Brown, una giovane e timida maestra elementare in gita con la sua classe. La fortuna lo aiuta, perché l'auto della ragazza è in panne; facendo sparire un pezzo di ricambio, la costringe a fermarsi per la notte insieme  ai bambini, prodigandosi per trovar loro una sistemazione nella hall dell'albergo e cominciando discretamente a corteggiarla, sfoderando il suo talento consumato di seduttore. Quando Emmy si desta verso l'alba, Georges è lì, davanti a lei, pronto a confessarle il suo amore. Emmy è conquistata dal fascino dell'uomo, al punto da acconsentire a sposarlo il mattino stesso, prima di ripartire per il suo paese. Ci vorrà un mese per ottenere il visto e ora Georges non è più così ansioso di stare insieme a lei, anzi festeggia il traguardo passando la notte successiva con Anita, con cui programma un futuro alla "conquista" degli Stati Uniti. Emmy torna radiosa il giorno dopo: ha ottenuto dal preside una settimana di congedo e pensa di trascorrere la luna di miele con Georges all'Hotel Esperanza. Nel frattempo, però, è arrivato in città un ispettore doganale, Mr.Hemmock che sta indagando per conto del governo su questa fioritura di matrimoni tra americani e stranieri in attesa di visto. Georges, cerca di evitare che Emmy lo incontri e la convince a  partire con lui per il Messico. Nel corso di questo viaggio Georges, contro la sua volontà si ritrova ad essere sempre più conquistato dall'innocenza e dall'animo pulito di Emmy: partecipano ad una festa popolare con una cerimonia religiosa per le coppie di sposi dove ottengono la benedizione dal parroco e come le altre coppie agitano i rami dell'ulivo davanti alla chiesa per indovinare, dalle olive che cadono, quanti figli avranno. Quella notte, la prima che dovrebbero trascorrere insieme, Georges non vuole ingannarla fino a quel punto e finge un piccolo incidente per dormire da solo: si illude di tornare e lasciarla Miss Brown come prima di averla conosciuta. Il giorno successivo però, durante una sosta sulla spiaggia deserta davanti all'oceano non riesce a trattenersi e fa l'amore con lei, completamente conquistato da Emmy. Al ritorno all'albergo Georges ritrova Anita e l'ispettore. Quando Anita intuisce che Georges non ha più intenzione di abbandonare la moglie alla prima occasione per andarsene con lei, rivela ad Emmy tutta la verità sui loro rapporti e sul vero motivo che lo ha spinto a sposarla. Subito dopo Hemmock chiede di parlare ad Emmy, perché vuole capire se si rende conto di quali potrebbero essere le vere intenzioni di Georges. Emmy, nonostante abbia il cuore spezzato, lo difende, affermando di sapere tutto perché lui le ha confessato il suo passato e che sono felici ed innamorati, costringendo l'uomo ad andarsene. Georges, che ha assistito al colloquio, la ringrazia per averlo salvato, ma lei se ne va. Durante il viaggio di ritorno, sconvolta, Emmy finisce fuori strada ed è ricoverata in gravi condizioni all'ospedale di Los Angeles. Venutolo a sapere, Georges forza il confine, pur sapendo che questo gli costerà il visto, e la raggiunge. Trascorre la notte al suo capezzale ricordandole i momenti felici vissuti insieme e spingendola a reagire. Prima che arrivi la polizia ad arrestarlo, raggiunge gli studi della Paramount dove conosce un regista, Dwight Saxon (interpretato dal vero regista Mitchell Leisen) a cui chiede un po' di denaro da restituire ad Emmy, prima di essere preso, in cambio della sua storia.
Rimandato oltreconfine, Georges dopo alcune settimane incontra nuovamente Hemmock, che gli rivela di non aver mai fatto rapporto per la sua fuga a Los Angeles: il visto per gli USA è arrivato e Emmy lo sta aspettando subito dietro il confine. Su questa trama principale si intrecciano le vicende parallele degli altri ospiti dell'Hotel Esperanza e Anita trova un ricco profugo da spennare in attesa di rientrare negli USA.

## Riconoscimenti
Premi Oscar 1942:
- Candidatura al miglior film
- Candidatura per la migliore attrice protagonista a Olivia de Havilland

## Curiosità
Tutta la vicenda antecedente l'arrivo agli Studi Paramount è narrata in flashback dal protagonista al regista in una pausa delle riprese di un vero film girato da Mitchell Leisen, che ha per protagonista l'attrice Veronica Lake.

## Distribuzione
Il film venne distribuito dalla Paramount Pictures nelle sale cinematografiche statunitensi il 26 settembre 1941 dopo la première a New York l'11 settembre 1941.